# Lijst van wachtposten aan de spoorlijn Eindhoven - Weert
Dit is een onvolledige chronologische Lijst van wachtposten aan de Spoorlijn Eindhoven - Weert. Een wachtpost was een huisje waarin de baanwachter woonde. Hij of zij sloot en opende de bomen van een overweg wanneer er een trein passeerde. Alle huisjes zijn vermoedelijk omstreeks 1913 naar een standaard ontwerp door de Staatsspoorwegen gebouwd. Omstreeks de jaren 50 van de twintigste eeuw werden er veel huisjes gesloopt omdat de overwegen automatisch bediend gingen worden en omdat er veel overwegen opgeheven werden. Daardoor verdween de oorspronkelijke functie. Er zijn enkele bewaard gebleven.
Een sterretje achter de straatnaam wil zeggen dat de oorspronkelijke straat(naam) en/of overgang waaraan het huisje lag niet meer bestaat. Op deze plek staat dan de straat aangegeven die ongeveer op de plek van het oude huisje ligt. Ook kan het zijn dat de oorspronkelijk overgang vervangen is door een tunnel of viaduct.
| Wachtpost | Straat                             | Plaats             | Bouwjaar | Sloopjaar | Extra informatie                        | Coordinaten                   | Afbeelding |
| --------- | ---------------------------------- | ------------------ | -------- | --------- | --------------------------------------- | ----------------------------- | ---------- |
| 1         | Hofstraat                          | Eindhoven          | 1913     | Onbekend  |                                         | 51° 26' 41" NB, 5° 30' 23" OL |            |
| 2         | Tongelresestraat                   | Eindhoven          | 1913     | Onbekend  |                                         | 51° 26' 38" NB, 5° 30' 47" OL |            |
| 3         | Doornakkersweg*                    | Eindhoven          | 1913     | Onbekend  |                                         | 51° 26' 23" NB, 5° 31' 25" OL |            |
| 4         | Emopad                             | Geldrop            | 1913     | Onbekend  |                                         | 51° 24' 41" NB, 5° 33' 24" OL |            |
| 5         | Geldropseweg (bossen)              | Heeze              | 1913     | Onbekend  |                                         | 51° 24' 0" NB, 5° 33' 34" OL  |            |
| 6         | Kreijl-De Hendse Driessen*         | Heeze              | 1913     | Onbekend  |                                         | 51° 23' 26" NB, 5° 33' 58" OL |            |
| 7         | Weibossen*                         | Heeze              | 1913     | Onbekend  |                                         | 51° 22' 56" NB, 5° 34' 17" OL |            |
| 8         | Schoolstraat                       | Heeze              | 1913     | Onbekend  |                                         | 51° 22' 45" NB, 5° 34' 26" OL |            |
| 9         | Emmerikstraat                      | Heeze              | 1913     | Onbekend  |                                         | 51° 22' 37" NB, 5° 34' 29" OL |            |
| 12        | Euvelwegen*                        | Heeze              | 1913     | Onbekend  |                                         | 51° 21' 23" NB, 5° 35' 25" OL |            |
| 13        | Oostrikkerweg                      | Sterksel           | 1913     | Onbekend  | Bij Halte Sterksel                      | 51° 21' 3" NB, 5° 35' 40" OL  |            |
| 14        | Biesputten*                        | Sterksel           | 1913     | Onbekend  |                                         | 51° 20' 25" NB, 5° 36' 8" OL  |            |
| 15        | Pastoor Thijssenlaan-Sterkselseweg | Sterksel-Maarheeze | 1913     | Onbekend  |                                         | 51° 19' 56" NB, 5° 36' 31" OL |            |
| 16        | Rakerstraat-Dissel                 | Maarheeze          | 1913     | Onbekend  |                                         |                               |            |
| 17        | Stationsstraat                     | Maarheeze          | 1915     | Onbekend  | Bij Station Maarheeze, (oude locatie)   |                               |            |
| 18        | Den Engelsman                      | Maarheeze          | 1913     | Onbekend  | Bij Station Maarheeze, (nieuwe locatie) | 51° 18' 13" NB, 5° 37' 51" OL |            |
| 19        | Eindhovenseweg*                    | Budel              | 1913     | Onbekend  |                                         | 51° 17' 22" NB, 5° 38' 32" OL |            |
| 20        | Maarheezerhuttendijk               | Weert              | 1913     | Onbekend  |                                         | 51° 16' 47" NB, 5° 38' 58" OL |            |
| 21        | Schaapsdijk                        | Weert              | 1913     | Onbekend  |                                         | 51° 16' 4" NB, 5° 39' 30" OL  |            |
| 22        | Werkmansweg*                       | Weert              | 1913     | Onbekend  |                                         | 51° 15' 30" NB, 5° 39' 57" OL |            |